# پیرآغاج
پیرآغاج روستایی است که در استان اردبیل، شهرستان کوثر، بخش مرکزی، دهستان سنجبد غربی قرار دارد. ازجمله روستاهاي استان اردبيل و بخش خلخال است.اب وهواي كوهستاني و مطلوب و زمين حا صلخيز درين روستا تنوع ميوه و غلات را فراهم اورده است.فعاليت عمده مردم اين روستا كشاورزي و دامداري است.
این روستا ازجانب شرقی با روستای قره قشلاق و از جانب غربی با روستای گل قشلاق از سمت جنوب غربی با روستای حاجی عباس از جنوب با روستای لک انداش و از جنوب شرقی با روستای سنگ آباد همسایه است.
روستای پیرآغاج از جمله روستهای آباد و با میانگین جمعیتی بالا ( که در چند سال اخیر مهاجرت و خانه سازی افزایش یافته) نسبت به روستاهای همجوار است،{^}}

## جمعیت
بر اساس سرشماری سال ۱۳۹۵ جمعیت این روستا ۱۱۸ نفر با۷۶ خانوار بوده‌است.

## پوشش گیاهی
پوشش گیاهی این روستا، استیپی و در ارتفاعات، به صورت مرتع و چمنزار است. روستا دارای مراتع و چراگاه‌های طبیعی، به وسعت بیش از ۱۰۰۰۰ هکتار و دارای جنگل‌های طبیعی نیز، با وسعت۲۳۰۰ هکتار است.
- زالزالک
- پسته وحشی
- گلابی وحشی
- انواع گون

## گردشگری
این روستای زیبا داری مناظر طبیعی همچون ابشار پیرجان
دربند بگر داری چشمهای آب معدنی از جمله کهریز که طبق آزمایش محققان دانشمندان. تاثیر اب بروی سنگ کلیه بسیار مناسب میباشد

## کشاورزی
شغل بیشتر اهالی روستا کشاورزی، باغبانی، دامدارای و صنایع دستی است. بافتن جاجیم و گلیم از دیر زمان در  این روستا مرسوم است. دختران شهر با یادگیری هنرهای دستی به کارهایی چون گلدوزی و ملیله دوزی، و.. می‌پردازند.

## باغداری
پرورش درختان مثمر مانند سیب (غالب در روستا)، به (غالب در روستای پیرآغاج)، گیلاس، آلبالو، توت ، گردو، بادام، انگور، انواع آلو، آلوچه، قیصی، انواع به (ترش، شیرین، حاجی آشی، ملس، آرمودی، آجی شیرین و…) توت فرنگی، انواع سبزیجات، سنجد

## زراعت
زراعت محصولاتی همچون گندم (غالب)، جو، عدس، نخود، گاودانه، کلزا، گوجه فرنگی، خیار، خربزه‌های محلی،

## دامداری
پرورش و پرواربندی گاو شیری و گوشتی، گوسفند و به بز به صورت سنتی و نیمه سنتی و انواع از مشاغل اهالی روستا هست. همچنین در این روستا زنبورداری نیز به دلیل بکر و کوهستانی بودن منطقه از رونق خوبی برخودار هست.

## پوشش جانوری
خوک و گراز وحشی
گرگ، روباه، شغال
خرگوش، جوجه تیغی، گورگن (پرسوخ)